# 蜻蛉日記

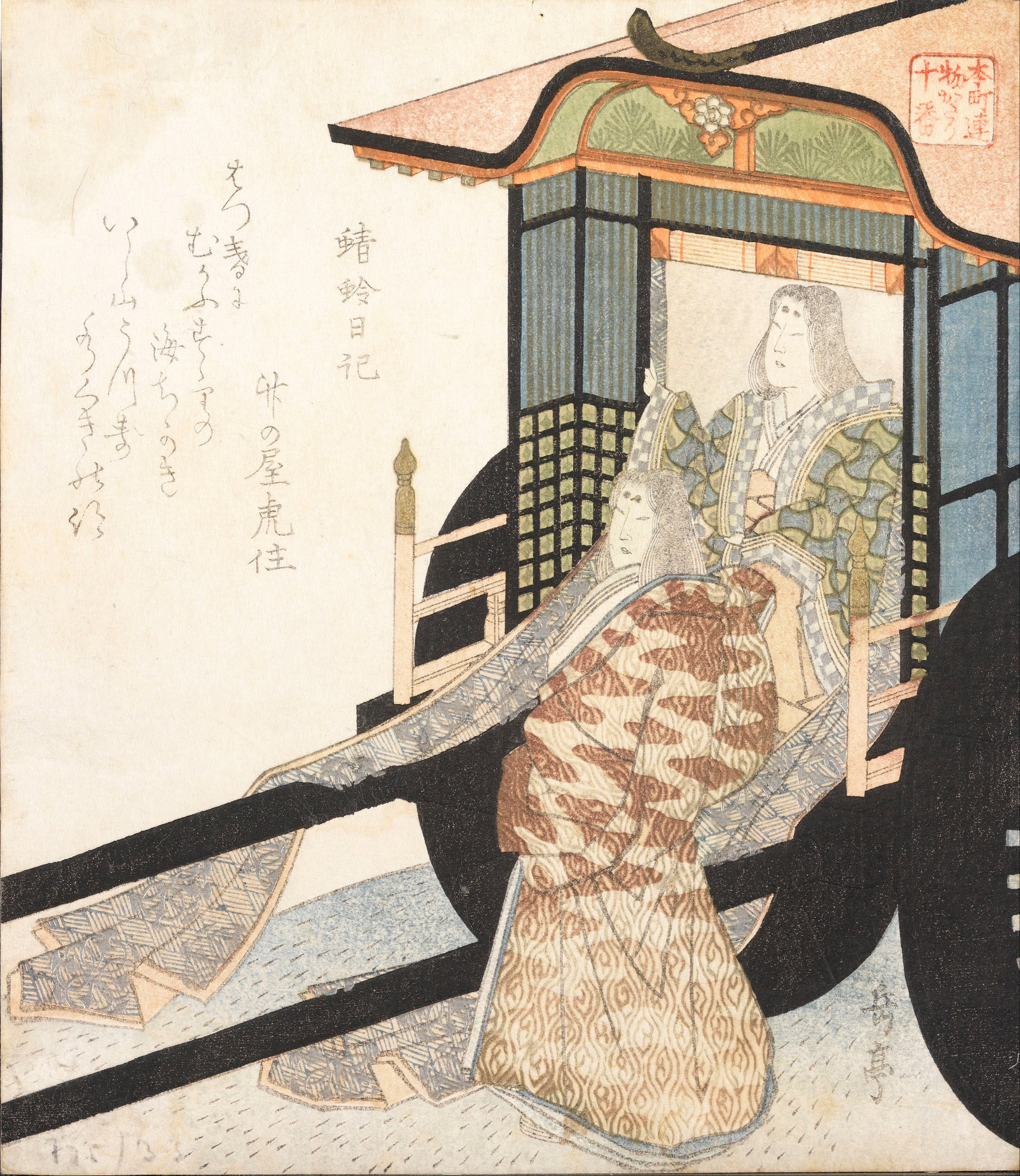
蜻蛉日記（岳亭春信畫）

《蜻蛉日記》（かげろうにっき、かげろうのにっき、かげろうにき）是平安時代的女流日記。作者是藤原道綱母。紀錄天曆8年（954年）至天延2年（974年）之事，推定在天延3年（975年）前後成立。由上中下三巻構成。被視為女流日記的先驅。

## 概要
內容紀錄和丈夫藤原兼家的結婚生活、和兼家的另一位妻子時姫（藤原道長之母）的競爭、丈夫的妻妾們之事，吐露對丈夫的不滿，以及唐崎祓・石山詣・長谷詣等遊記、和上流貴族的交際，最後記述因母親過世的孤獨、子藤原道綱的成長、結婚等。在歿年的約20年前，即39歲的除夕停筆。
日記也紀錄和歌人的交流，掲載和歌共261首，也包括被百人一首收錄的和歌。影響《源氏物語》等許多文學作品。

## 關連項目
- 藤原兼家
- 藤原道綱

## 外部連結
- 蜻蛉日記　上 （页面存档备份，存于）